# Sebastiano Paradiso
Sebastiano Paradiso (Accettura, 10 luglio 1914 – Corleto Perticara, 27 maggio 1983) è stato un pittore e scultore italiano.

## Biografia
Originario di Accettura, figlio di un abile muratore nonché valente scalpellino che gli trasmise l'amore per le forme e le proporzioni, frequentò la scuola di Arti e Mestieri e all'età di 18 anni gli fu commissionato l'affresco della chiesa madre di San Mauro Forte. Cominciò così la sua vita di artista girovago, richiesto in moltissimi paesi per realizzare opere a carattere essenzialmente religioso: le chiese di Tursi, Latronico, San Chirico Raparo, Sant'Arcangelo, Castronuovo di Sant'Andrea, Sarconi, Montesano; portano la testimonianza del suo talento pittorico. Delicato nei colori, amante della luce e della prospettiva, fedele osservatore della realtà, con uno stile che richiama i pittori neoclassici, realizzò moltissimi ritratti e scene di vita semplice.
Giovane, bello ed ammirato, sposò tal Rachele Massaro di cui si era innamorato, mentre eseguiva i suoi lavori, soggiornando in un albergo di Corleto Perticara, dove fu chiamato nel 1946 ad affrescare la chiesa parrocchiale di Maria Assunta ricostruita dopo i pesanti bombardamenti del secondo conflitto mondiale. Qui dipinse l`Assunzione della Madonna, sulla volta della navata centrale, rifacendosi al celebre dipinto di Tiziano, conservato a Venezia nella Basilica di Santa Maria gloriosa dei Frari. Affrescò anche la volta dell'abside con le figure dei quattro evangelisti e scene bibliche; nella cappella del Santissimo Sacramento della navata destra dipinse la volta e le pareti con scene dell'Ultima cena e della Natività. Oltre ad alcuni bassorilievi interni alla chiesa, realizzò tre bassorilievi sulla facciata esterna, raffiguranti da sinistra a destra San Francesco, la Madonna con cherubini e San Rocco. Dal 1970 soggiornò a Maratea dove si dedicò in modo particolare alla pittura su tela.